# Дэндридж, Руби
Ру́би Дэ́ндридж (англ. Ruby Dandridge; 3 марта 1900, Уичито, Канзас — 17 октября 1987, Лос-Анджелес, Калифорния) — американская актриса радио, таеатра, кино и телевидения.

## Биография
Руби Джин Батлер (настоящее имя актрисы) родилась 3 марта 1900 года в городе Уичито (штат Канзас, США), у неё было три брата. Отец — Джордж Батлер, был дворником, бакалейщиком и артистом («знаменитым менестрелем»); мать — Нелли Саймон.
С 1928 года Руби Дэндридж (таким стало её имя после замужества) стала озвучивать персонажей в радио-сериалах (у неё был высокий девичий голос), с 1933 года сниматься в кино (основной актёрский образ — комичные горничные), с 1937 года играть в театрах.
В 1955 году Дэндридж со своей бизнес-партнёршей по имени Дороти Фостер приобрела крупный участок земли в административных пределах поселения Туэнтинайн-Палмс (Калифорния) с намерением создать здесь общину из примерно 250 домов. Примерно в то же время Дэндридж организовала группу, выступавшую в различных ночных клубах Лос-Анджелеса. Газеты так отзывались о ней: «У группы присутствуют вспышки искромётного шоу-мастерства… То, чего не хватает Руби в её голосе, она неизменно компенсирует своей обаятельной индивидуальностью».
Руби Дэндридж скончалась 17 октября 1987 года в доме престарелых в Лос-Анджелесе (штат Калифорния) от инфаркта, актрисе было 87 лет. Похоронена на кладбище «Лесная поляна» в Глендейле.
В 1999 году на экраны вышел телефильм «Познакомьтесь с Дороти Дэндридж», роль Руби Дэндридж в нём исполнила Лоретта Дивайн.
Личная жизнь
30 сентября 1919 года Руби вышла замуж за человека по имени Сирил Дэндридж и взяла его фамилию. Пара переехала в город Кливленд (штат Огайо), где у них вскоре родилась дочь, Вивиан (1921—1991), ставшая довольно известной певицей, актрисой и танцовщицей. В июне 1922 года супруги развелись, а в ноябре того же года Руби родила вторую дочь, Дороти (1922—1965), ставшую известной актрисой, певицей и танцовщицей (первая афроамериканка, номинированная на «Оскар» за лучшую женскую роль). После развода Руби Дэндридж вступила в лесбийские отношения с малоизвестной актрисой по имени Женева Уильямс, которая управляла домом и воспитывала (с изрядной жёсткостью) детей Руби.

## Работа на радио
- 1928—? — Эймос и Энди / Amos 'n' Andy — Сэди Блейк / Харриет Кроуфорд
- 1943—? — Шоу Джуди Кановы[англ.] / The Judy Canova Show — «Герань»[9]
- 1945—1953 — Бьюла[англ.] / Beulah — Ориола Винстон[6]
- 1949—1951 — Ранчо «Мелодия» Джина Отри[англ.] / Gene Autry's Melody Ranch — «Дождевая Капля»

## Работа в театре
- 1937 — Макбет / Macbeth — одна из ведьм («Театр майя» в Лос-Анджелесе)[10]
- 1942 — ? / Hit the Deck — («Театр Каррана[англ.]» в Сан-Франциско)[11]

## Избранная фильмография

### Широкий экран
В титрах указана
- 1943 — Хижина на небесах[англ.] / Cabin in the Sky — миссис Келсо
- 1943 — Коррехидор[англ.] / Corregidor — «Гиацинт»
- 1945 — Молодая мисс[англ.] / Junior Miss — Реба
- 1947 — Дело Арнело[англ.] / The Arnelo Affair — Мейбелл
- 1947 — Моя дикая ирландская роза[англ.] / My Wild Irish Rose — Делла
- 1948 — Корни[англ.] / Tap Roots — Дэбби
- 1959 — Дыра в голове / A Hole in the Head — Салли

В титрах не указана
- 1933 — Кинг-Конг / King Kong — танцующая аборигенка
- 1934 — Чёрная луна[англ.] / Black Moon — служанка
- 1942 — Война против госпожи Хедли[англ.] / The War Against Mrs. Hadley — служанка
- 1943 — Я сделал это[англ.] / I Dood It — Мамаша (в шоу)
- 1944 — Не могу не петь / Can't Help Singing — Генриетта
- 1945 — Часы[англ.] / The Clock — покупательница молока
- 1945 — Саратогская железнодорожная ветка[англ.] / Saratoga Trunk — продавщица в тюрбане
- 1946 — Инсайдеры[англ.] / Inside Job — «Слоновая Кость»
- 1946 — Три маленькие девочки в голубом[англ.] / Three Little Girls in Blue — Мамаша
- 1947 — Рассчитаемся после смерти / Dead Reckoning — Мейбл
- 1950 — Отец-холостяк[англ.] / Father Is a Bachelor — Лили

### Телевидение
- 1951, 1953, 1955 — Шоу Эймоса и Энди / The Amos 'n' Andy Show — разные роли (в 4 эпизодах)[12]
- 1952 — Бьюла[англ.] / Beulah — Ориола Винстон (в 11 эпизодах)
- 1956 — Дневной спектакль[англ.] / Matinee Theater — «Красавица» (в эпизоде Strong Medicine)
- 1957 — Видео-театр «Люкс»[англ.] / Lux Video Theatre — «Красавица» (в эпизоде Dark Hammock)
- 1959 — Янси Дерринджер[англ.] / Yancy Derringer — Лили Роуз Бим (в эпизоде V as in Voodoo)
- 1960 — Шах и мат[англ.] / Checkmate — Эллен (в эпизоде The Princess in the Tower)
- 1961 — Шоу Дика Пауэлла[англ.] / The Dick Powell Show — Маргарет (в эпизоде Goodbye, Hannah)

### Озвучивание
В титрах не указана
- 1943 — Черномазка и семь гномов[англ.] / Coal Black and de Sebben Dwarfs — «слащавый голос» и смех Королевы
- 1943 — Разочарование хорька[англ.] / Flop Goes the Weasel — Мамаша
- 1947 — Хижина дяди Тома[англ.] / Uncle Tom's Cabaña — мальчик

- В фильме «Дом в Оклахоме» (1946). Слева направо: Джордж Хейз, Лэнни Рис и Руби Дэндридж.
- Слева направо: Лиллиан Рэндольф, Эрнест Уитмен[англ.] и Руби Дэндридж. Озвучивание радио-сериала «Бьюла[англ.]» (1952 или 1953 год).